# ZRS-5 USS Macon
De ZR-5 USS Macon was een "vliegend vliegtuigdraagschip" van de Amerikaanse marine. In de romp van dit luchtschip bevond zich een hangar, vanwaaruit vliegtuigen door middel van een trapeze onder uit het vliegtuig konden worden losgelaten. Tijdens de "landing" moest de piloot zijn vliegtuig hier met een vanghaak die boven op het toestel was aangebracht, aanhaken. Daarna kon het naar binnen worden gehaald.

## Het schip
De Macon was het verbeterde zusterschip van de Akron en was uitgerust om als verkenner boven water te worden ingezet. Het luchtschip is ook boven land als zodanig gebruikt. De vliegtuigen aan boord van de Macon hadden naast een verkenningstaak ook tot taak het luchtschip tegen aanvallen te beschermen.
Het stijve luchtschip werd ontwikkeld en gebouwd door de firma Goodyear Zeppelin Company. Dit bedrijf was een samenwerkingsverband tussen Luftschiffbau Zeppelin GmbH en de Goodyear Tire and Rubber Company.

## Gegevens
- Roll-out op 21 april 1933
- Lengte: 239 m
- Topsnelheid: 140 km/h
- Gas: Helium

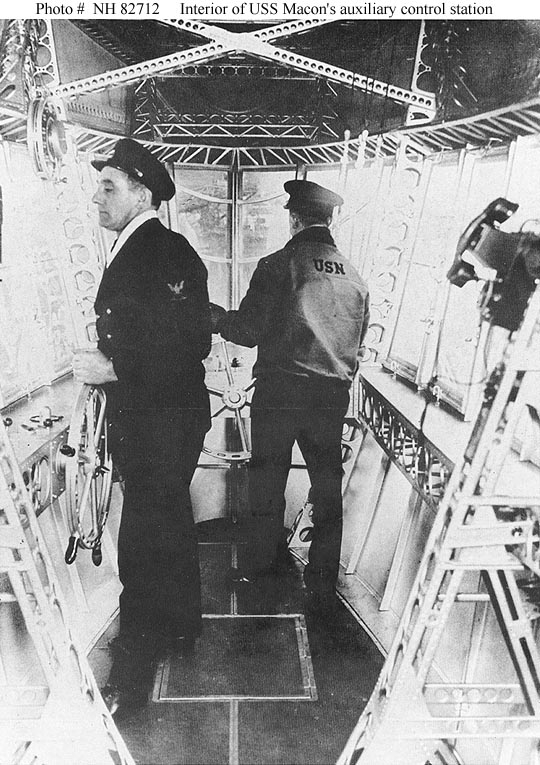
Blik in de auxilliary control station in de staartvin

- Aandrijving: 8 interne 560 pk-motoren, die de propellers aan de buitenzijde aandreven. De propellers konden naar boven en beneden worden gedraaid om het opstijgen en landen te vergemakkelijken.
- De vliegtuigen waren dubbeldekkers van het type Curtiss F-9C Sparrowhawk.

## Laatste uren
Het luchtschip ging op 12 februari 1935 tijdens een oefenvlucht verloren bij Point Sur aan de kust van Zuid-Californië. De constructie van de achterzijde was te zwak (hiervoor bestond een plan voor modificatie) en werd door een windstoot beschadigd.
De druk in een gascel achterin begon te dalen en hierop werd bevel gegeven alle ballast overboord te gooien. Hierdoor steeg het schip tot een hoogte van 1500 m, waar de overige gascellen sprongen. Desondanks verbleef de USS Macon nog een kwartier op deze hoogte. Dit gaf de bemanningsleden voldoende tijd om hun zwemvesten aan te trekken en reddingsboten in gereedheid te brengen. Ook kon nog hulp worden ingeroepen.
81 van de 83 bemanningsleden overleefden het ongeluk.
Met het einde van de Macon kwam ook een eind aan de Amerikaanse stijve luchtschepen. Het laatste luchtschip in die klasse, de Los Angeles (gebouwd als LZ126) werd later ontmanteld. Het enige land dat hierna nog nieuwe luchtschepen bouwde, was Duitsland. De Amerikaanse marine gebruikte nog blimps tot aan de opheffing van het marine-luchtschepenprogramma op 31 augustus 1962.